# Кверцетин
Кверцети́н (от лат. Quércus — дуб), или Кверцитин — природное биохимическое вещество группы флавоноидов (витамин группы P).
Кверцетин входит в состав ряда биологически активных добавок и применяется в альтернативной (нетрадиционной) медицине.

## Биохимические свойства
Кверцетин — модулятор активности ферментов. В частности, он ингибирует ферменты с АТФ-связывающими сайтами: протеинкиназы, митохондриальные АТФ-азы, миозин, Na+/K+ и Са2+ плазматические АТФ-азы, топоизомеразу II, АТФ-зависимые транспортные P-гликопротеины и P-гликопротеины подгруппы MRP1 и MRP2 (англ. multidrug resistant proteins).
Кверцетин, как и большинство агликонов флавоноидов и их гликозидов, обладают антиоксидантным эффектом. Предположительно, он обладает нейропротекторным эффектом.
У модельных животных антиоксидантные свойства кверцетина обеспечивают защиту мозга, сердца и других тканей от повреждения, вызванного ишемией и реперфузией, от токсинов и других факторов, ведущих к оксидативному стрессу.
Добавление кверцетина в дополнение к стандартному лечению артериальной гипертензии помогает снизить артериальное давление.
У 5-липоксигеназы кверцетин присоединяет гидропероксидную группу к пятому атому углерода и тем самым угнетает его активность, в результате он проявляет противовоспалительные свойства и синергизм с нестероидными противовоспалительными препаратами.
Кверцетин потенциально может активировать митохондриальный биогенез.
В 2008 году в опытах на клеточных культурах было показано, что флавоноидный кверцетин является сильным антиоксидантом, который также обладает противовоспалительными свойствами. В экспериментах на модельных животных были продемонстрированы только его антиокислительные и противовоспалительные эффекты.
Некоторые учёные считают, что сочетание кверцетина с противораковым препаратом дазатинибом даёт больший сенолитический эффект сравнительно с отдельным применением дазатиниба.
В 2015 году на клеточных культурах комбинация кемпферола с кверцетином значительно усиливает противораковые эффекты кверцетина.
В 2015 году в культуре клеток был показан протективный эффект кверцетина против вируса гриппа типа А.
По данным 2017 года, у модельных животных кверцетин предотвращает дегенерацию спинного мозга, вызванную хроническим экситотоксическим стимулом, по сиртуин-1-зависимому механизму
В эксперименте 2018 года у модельных животных (пожилых мышей) кверцетин замедлил дегенеративные процессы старения и увеличил продолжительность жизни.
В 2019 году на клеточных культурах кверцетин проявил активность против вируса гепатита B.

## Биодоступность
Биодоступность кверцетина, как правило, низкая и зависит от множества факторов. У разных людей она может значительно варьироваться. Кверцетин является липофильным соединением, и, согласно ряду исследований, наличие пищевого жира в рационе может повышать его биодоступность
. Неперевариваемая клетчатка также может улучшить биодоступность кверцетина. Биодоступность кверцетина выше, когда он потребляется как неотъемлемый компонент — например, зернового батончика, а не из капсулы. Усвоение из лука, богатого изокверцетином, составило 52 % по сравнению с 24 % из стандартной добавки кверцетина. Исследования на свиньях показали, что глюкозид кверцетина по сравнению с агликоном кверцетина обладает большей биодоступностью. У здоровых участников, принимавших виноградный сок, содержащий 10 мг агликона кверцетина, усвоилось 1,4 % от принятой дозы.
Согласно исследованию, употребление черной смородины, брусники и черники увеличило концентрацию кверцетина в сыворотке крови на 32-51 %. Из чего следует, что перечисленные ягоды являются хорошим источником биодоступного кверцетина.

## Химические реакции

Некоторые гликозиды кверцетина. R — остаток молекулы сахара.

Кверцетин образует разнообразные природные гликозиды. Известно 179 гликозидов кверцетина, некоторые из них играют важную биологическую роль, например, рутин. Кверцетин может взаимодействовать с некоторыми хинолонами, включая ципрофлоксацин, изменяя их фармакокинетику и биодоступность.

## Нахождение в природе
Содержится в растениях (преимущественно красного, багрового цвета): в любистоке, каперсах, гречневой крупе, луке (особенно красном; в большем количестве — во внешних оболочках), яблоках, перце, чесноке, золотом усе, красном винограде, чае, цитрусовых, тёмной вишне, бруснике, томатах, брокколи, малине, чернике, клюкве, аронии, рябине, облепихе, водянике, плодах опунции, некоторых сортах мёда (эвкалиптовом, чайного дерева), орехах, цветной и кочанной капустах, красном вине, оливковом масле, желудях — в виде водорастворимого рутина 
. Содержится также в листьях аспалатуса линейного, из которых в ЮАР приготовляют чайный напиток ройбос.
Получают из природного сырья путём гидролиза.